# Bandera nacional maori
La bandera nacional maori (en maori, Tino rangatiratanga) s'utilitza per representar el poble maori de Nova Zelanda. La bandera va ser impulsada pel grup Te Kawariki el 1989, i es presentà en públic el 6 de febrer, dia nacional de Nova Zelanda o Waitangi Day, de 1990, però no fou fins al desembre de 2009 que no fou escollida com a bandera nacional maori després d'una consulta nacional i que el Consell de Ministres va assenyalar que tot i que no té estatus oficial, és un símbol que complementarà la bandera de Nova Zelanda.

## Descripció
La bandera presenta un disseny que la divideix horitzontalment en dos per un koru (nom en maori de la fronda de falguera enrotllada) blanc, descentrat cap al pal, i que separa la part superior negra de la inferior de color vermell.

### Simbolisme
La bandera utilitza els colors nacionals: negre, vermell ocre i blanc o argent. Cadascun d'aquests colors fa referència a un regne de la història de la creació de la mitologia maori: el negre és Te Korekore (l'ésser potencial), el vermell és Te Whai Ao (que sorgeix) i el blanc és Te Ao Mārama (el regne de l'ésser i la llum). El disseny inclou un koru, un disseny comú en el tatuatge i l'escultura maori. Aquest simbolitza la renovació i l'esperança per al futur. La part blanca de la bandera també es pot interpretar com una referència al nom maori de Nova Zelanda, Aotearoa, la "Terra del núvol blanc llarg".

### Colors
La bandera nacional no té colors oficials directes al model de color Pantone, però històricament s'han escollit com a colors estàndard els següents:
| Model de color | Negre   | Blanc         | Vermell     |
| -------------- | ------- | ------------- | ----------- |
| Pantone        | Negre   | Blanc         | 186C        |
| RGB            | 0, 0, 0 | 255, 255, 255 | 227, 24, 55 |
| HTML           | #000000 | #FFFFFF       | #C8102E     |

## Història
El 1989, el govern de Nova Zelanda es preparava per celebrar el 150è aniversari de la signatura del Tractat de Waitangi, un document històric entre el govern colonial britànic i el poble indígena maori. En resposta a aquesta celebració, diverses organitzacions maoris, inclosa Te Kawariki, van intentar conscienciar sobre com s'havia infringit el tractat. Te Kawariki, inspirat en la bandera aborigen australiana, va decidir fer un concurs públic per a un disseny de bandera pròpia. Tanmateix, no van creure que cap de les presentacions del concurs s'ajustava al que estaven buscant i, en canvi, van demanar als artistes locals Hiraina Marsden, Jan Smith i Linda Munn que dissenyessin una bandera. Els artistes van consultar els caps locals en una assemblea, hui en maori. La bandera es va presentar per primer cop al públic el 6 de febrer, dia de Waitangi, de 1990. Ràpidament va guanyar popularitat entre la població maori.
En els referèndums de la bandera de Nova Zelanda de 2015-2016, els organitzadors van proposar als dissenyadors de la bandera nacional maori sobre la possibilitat d'incloure-la com a candidata a bandera nacional naozelandesa, però els dissenyadors van declinar la proposta.

## Altres banderes

Primera versió de la bandera de les Tribus Unides, fimbriada en negre.
Versió final de la Bandera de les Tribus Unides de Nova Zelanda.
Bandera Takitimu.
Bandera del moviment Kotahitanga.
Bandera de Takaparawhau/Bastion Point.